# Astochia strachani
Astochia strachani là một loài ruồi trong họ Asilidae. Astochia strachani được Oldroyd miêu tả năm 1970. Loài này phân bố ở vùng nhiệt đới châu Phi.